# جسر الأئمة

صورة أفقية لجنوب جسر الأئمة

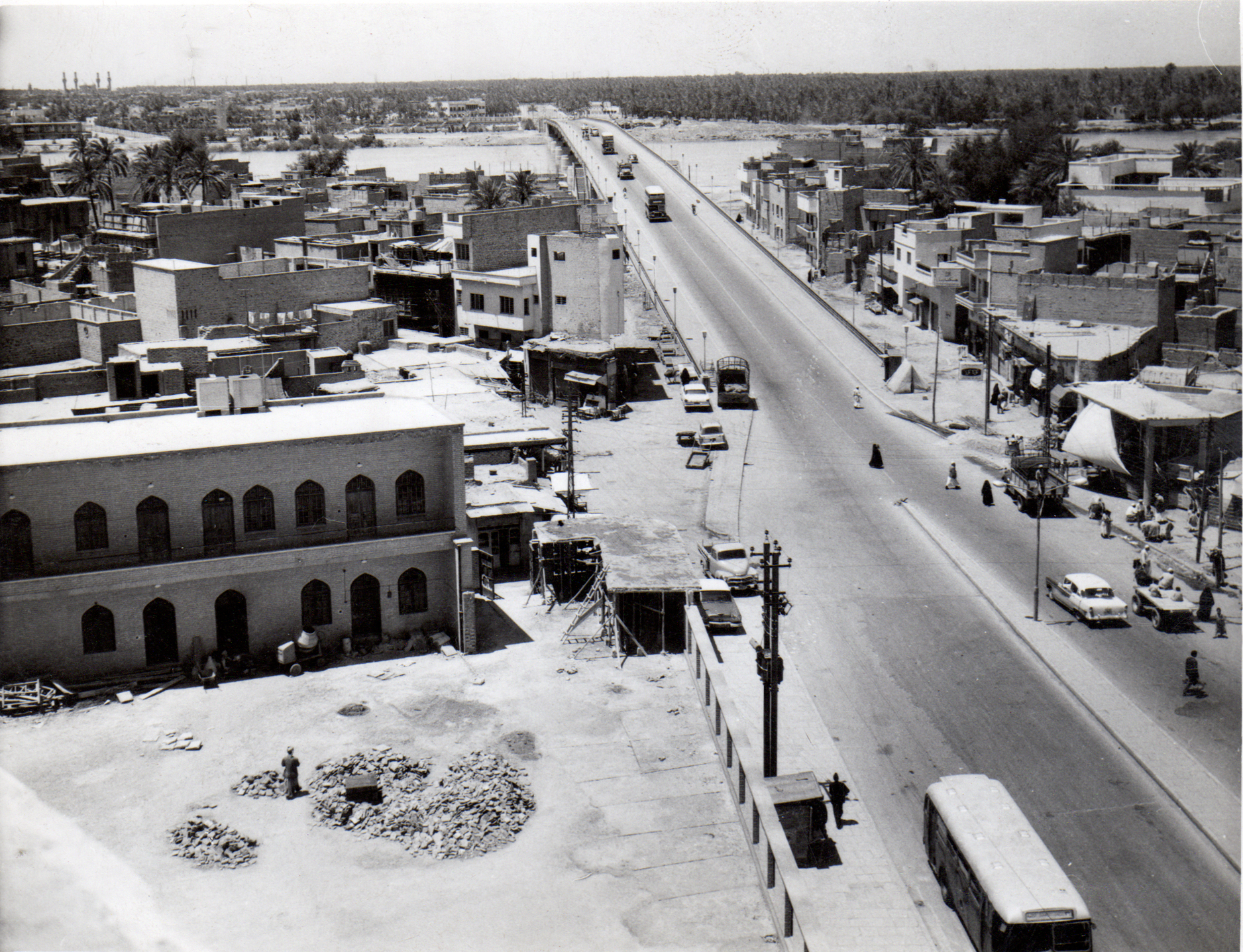
جسر الائمة عام 1960

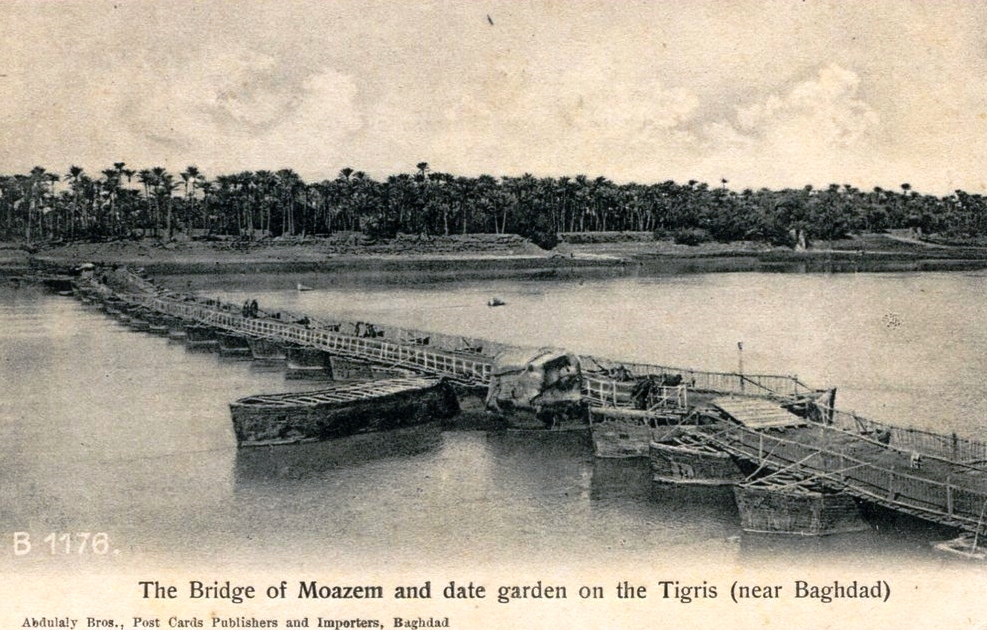
الجسر القديم على بطاقة بريد طبعت عام 1917، قبل إزالته وبناء الحديث محله

جسر الأئمة سنة 1939، كان محمولاً على زوارق، ويربط بين مدينتي الكاظمية والأعظمية

جسر الأئمة هو جسر فوق نهر دجلة يربط منطقتي الأعظمية والكاظمية في بغداد المتاخمتين لضفة نهر دجلة، سمي بهذا الاسم لأنه يربط بين جهتين تحتويان مقبرتين كبيرتين دفن فيها رفات الكثير من علماء الإسلام وأئمة الدين، وهما مقبرة قريش التي دفن فيها الإمام موسى الكاظم في الحضرة الكاظمية، ومقبرة الخيزران التي دفن فيها الأمام أبو حنيفة النعمان في جامع الإمام الأعظم، بالإضافة إلى رفات الكثير من علماء وأئمة بغداد في كلتا المقبرتين.

## تاريخ بناء الجسر

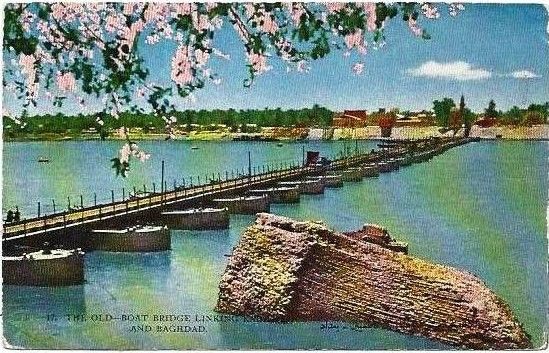
مبنى المسناية في صورة قديمة على بطاقة بريد ويظهر جسر الأعظمية القديم المربوط بها بواسطة حبال متينة وسلاسل حديدية تحت الماء

يعتبر جسر الأئمة هو خامس جسر ثابت في بغداد ومن قبله كان الجسر القديم طائفاً على النهر، وكان يربط بين الضفتين مكوناً من طوافات متلاصقة ومربوطة بحبال متينة بمبنى أثري من بقايا قصر قديم يسمى المسناية، يطلق على الطوافات في اللهجة العراقية الدارجة (الدوب) ومفردها (دوبة)، (وهي عبارة عن طوافات مصنوعة من معدن الحديد وحجمها يتحدد حسب الحاجة سواء للنقل)، حيث تسحب مقطورة مع زورق بخاري أو لغرض عبور الناس أو لصناعة الجسور العائمة التي هي أشبه بالجسر العسكري المؤقت. وكان يطلق على الجسر العائم هذا اسم الاعظمية نسبة لحي الأعظمية الذي كان أكبر بكثير من حي الكاظمية وأشد أزدحاماً. وكانت تروى قصص وحكايات ظريفة عن جسر الأعظمية العائم إذ كثيراً ما تحرر من وثاقهِ الذي يربطهُ بالضفة وأنطلق عائماً في نهر دجلة فيستيقظ الناس وقد وجدوا ان جسرهم قد هرب. ويتطوع للبحث عنهُ معظم الناس في المنطقة والذي يجدونهُ راسياً على بعد كيلو مترات قليلة وتتم اعادته مرفقاً بالعزف الموسيقي الشعبي وهلاهل (زغاريد) النسوة لمصالحتهِ ظناً منهم انهُ ترك مكانهُ زعلاً وغضباً.
ولكن هذا الجسر رفع بعد الحرب العالمية الثانية ليتم بناء جسر قوي من قبل شركة بريطانية، وبني الجسر الحديث عام1377هـ/1957م. وبني شبيهاً لجسر الأحرار من حيث التصميم إذ كان يعتبر كواحد من أجمل جسور بغداد الأربعة في ذلك الوقت وهو يشبه إلى حد كبير من حيث التصميم جسر باترسي في لندن. ولدى إنشاء الجسر الجديد عام 1957م، قرر أهالي الأعظمية، إطلاق اسم منطقتهم عليهِ واسموهُ كسابقهِ جسر الاعظمية، ولكن أهالي منطقة الكاظمية، أصروا على إطلاق اسم منطقتهم عليهِ أيضا، فقررت الحكومة في ذلك الوقت (في العهد الملكي) تسميتهِ باسم يرضي جميع الأطراف وبعيداً عن الخلافات فأطلقت عليه اسم جسر الائمة.

## كارثة الجسر2005
في يوم 31 آب 2005م حدثت فاجعة جسر الائمة عندما سقط من الجسر وغرق في النهر أكثر من ألف شخص بين نساء وأطفال ورجال نتيجة للتدافع الشديد على ذلك الجسر بعد انتشار اشاعة بوجود مفجر انتحاري مما أثار الذعر بين الجموع وبسبب اكتضاض الجسر بالمشاة واغلاقه من أحد أطرافه بنقطة تفتيش سقط العديد من الزوار في النهر أو دهسوا بسبب الفوضى التي عمت بعد انتشار الإشاعة. ووقع الحادث عندما كان مئات آلاف الزوار متوجهين لاحياء ذكرى وفاة الامام موسى الكاظم، سابع ائمة الشيعة الإثني عشرية.
وساعد أهالي الأعظمية الغرقى والجرحى وتم انتشالهم من النهر، وغرق على أثرها أكثر من عشرة غواصين من المعروفين من أهالي الأعظمية، ومن بينهم من مات غرقا ً الغواص عثمان العبيدي وهو من سكنة حي الاعظمية بعد انقاذ عشرات الغرقى من الزوار.

## إعادة فتح جسر الأئمة
اعادت السلطات العراقية في يوم الثلاثاء 11 تشرين الثاني 2008 فتح الجسر بعد اغلاقه لمدة ثلاث سنوات،
وتبادل الأهالي القبلات لدى لقائهم على الجسر وسط الزغاريد بحضور العلماء وبعض رجال الدين من كلا الطرفين، وكان من بينهم الشيخ أحمد عبد الغفور السامرائي رئيس ديوان الوقف السني والسيد صالح الحيدري رئيس ديوان الوقف الشيعي.
ولقد زينت الأعمدة على طول الجسر بأعلام عراقية وألوان زاهية. ونحر الأهالي الخراف مع بدء الاحتفال.